# Wzór Hummla
Wzór Hummla – wyrażenie określające zależność rezystywności gruntu od wilgotności. Wzór posiada następującą postać:
{\displaystyle \rho =\rho _{w}{\frac {3-w_{0}}{2w_{0}}},}
gdzie:
{\displaystyle \rho _{w}} – rezystywność roztworu gruntowego,
{\displaystyle w_{0}} – wilgotność objętościowa gruntu.